# Olympique Gymnaste Club de Nice Côte d'Azur 1998-1999
Questa voce raccoglie le informazioni riguardanti l'Olympique Gymnaste Club de Nice nelle competizioni ufficiali della stagione 1997-1998.

## Maglie e sponsor
Lo sponsor tecnico per la stagione 1998-1999 è Lotto mentre lo sponsor ufficiale è Bella Roma.
| Manica sinistra · Maglietta · Maglietta · Manica destra · Pantaloncini · Calzettoni |

## Rosa
| N. |                    | Ruolo | Calciatore         |
| -- | ------------------ | ----- | ------------------ |
| 16 | Francia (bandiera) | P     | Damien Grégorini   |
| 1  | Francia (bandiera) | P     | Bruno Valencony    |
| 4  | Francia (bandiera) | D     | Didier Angan       |
| 33 | Francia (bandiera) | D     | Kelly Berville     |
| 2  | Francia (bandiera) | D     | Bruno Calegari     |
| 29 | Francia (bandiera) | D     | Cédric Carrez      |
| 19 | Francia (bandiera) | D     | Éric Cubilier      |
| 5  | Francia (bandiera) | D     | Anthony Gauvin     |
| 3  | Francia (bandiera) | D     | Mickaël Rol        |
| 28 | Algeria (bandiera) | D     | Youssef Salimi     |
| 33 | Francia (bandiera) | D     | Ludovic Stefano    |
| 12 | Camerun (bandiera) | D     | Bill Tchato        |
| 21 | Francia (bandiera) | C     | Patrice Alberganti |
| 17 | Francia (bandiera) | C     | Majid Ben Haddou   |

| N. |                        | Ruolo | Calciatore              |
| -- | ---------------------- | ----- | ----------------------- |
| 20 | Algeria (bandiera)     | C     | Mohamed Ben Haddou      |
| 18 | Francia (bandiera)     | C     | Karim Fradin            |
| 7  | Francia (bandiera)     | C     | Frédéric Gioria         |
| 6  | Francia (bandiera)     | C     | Manuel Nogueira         |
| 31 | Argentina (bandiera)   | C     | Pablo Martino Rodriguez |
| 24 | Francia (bandiera)     | C     | Stéphane Roche          |
| 9  | Paesi Bassi (bandiera) | C     | Erik Regtop             |
| 19 | Francia (bandiera)     | C     | Laurent Sachy           |
| 8  | Francia (bandiera)     | C     | Henri Savini            |
| 13 | Francia (bandiera)     | C     | Thibault Scotto         |
| 11 | Francia (bandiera)     | A     | David Andréani          |
| 26 | Algeria (bandiera)     | A     | Abdelmalek Cherrad      |
| 23 | Senegal (bandiera)     | A     | Amadou Kaba Mané        |
| 15 | Francia (bandiera)     | A     | Franck Pottier          |